# Kの昇天
『Kの昇天』（けいのしょうてん）は、梶井基次郎の短編小説。副題付きでは『Kの昇天――或はKの溺死』となる。夜の海岸で満月の光に象られた自分の影から出現するドッペルゲンガーに導かれて昇天してゆく青年Kについて物語る書簡体形式の作品。自我の分裂と魂の昇天という神秘的な主題の中に、病死の運命を薄々感じ取っていた基次郎の切ない思いが籠っているファンタジックでミステリー風な短編である。月を題材にした詩的作品・幻想文学としても人気が高く、アンソロジー集で取り上げられる名作でもある。

## 発表経過
1926年（大正15年）10月1日発行の同人誌『青空』10月号（第2巻第10号・通巻20号）に掲載された。なお、初出の末尾には「九月十八日　飯倉片町にて」と付記されている。その後、基次郎の死の前年の1931年（昭和6年）5月15日に武蔵野書院より刊行の作品集『檸檬』に収録された。同書には他に17編の短編が収録されている。
翻訳版は、Stephen Dodd訳による英語（英題：The Ascension of K, or K's Drowning）、Christine Kodama訳によるフランス語（仏題：L'ascension de K）で出版されている。

## あらすじ
N海岸で転地療養していた「私」は、ある満月の夜に砂浜でK君と知り合ったのを機に、1か月ほどの期間、お互いの旅館を訪ねたり一緒に散歩したりと親しく交流した。やがて「私」の方は健康を取戻し一足先にその地を去ったが、病気が進んでいる様子のK君の方はまだ残留していた。
「私」はK君の知人から、N海岸でK君が溺死したという報せを受け取った。手紙の主の「あなた」はK君の死が過失なのか自殺かが判らず、もし自殺なら原因は何かと思い悩んでいるようだった。「私」は面識のない「あなた」へ、K君の死の謎について思い当たることを書き送りながら、「影」に憑かれていたK君のことを回想する…。
療養地のN海岸に来てから最初の満月の夜、病気のせいで眠れずに寝床を出た「私」は、松樹の影を踏みながら誰もいない砂浜に歩み出て、漁船の艫に腰を下ろし、煙草を吹かしながら1人で月光の海を眺めていた。ふと砂浜に気配を感じた「私」は、3、40歩離れたところで奇妙な動きをしている人影に気づき観察した。
その人影は「私」に背を向けた格好だったが、何か落し物を探している風で、砂浜を前に進んだり、立ち止まったり後退したりしながら下を見ているようだった。「私」はその人が気づくようにシューベルトの「海辺にて」と「二重人格（ドッペルゲンゲル）」を口笛で吹いてみた。
「私」は、その人がマッチを持っていないのだろうと考え、思いきって歩み寄って行くが、目の前に出来た影で、その人も自分の影を踏んでいることが判り、探し物をしていないことに気づいた。「私」が声をかけると彼はきまり悪そうに微笑していたが、それをきっかけに彼（K君）は、どうして自分の影を見ていたのか「私」に教えてくれた。
月光で象られた自分の影をじっと凝視していると、徐々に生物の相が出現すると話すK君は、その影が一尺か二尺ほど（約30-60センチ）の短いのがよく、揺れ動かしているうちに段々と自分自身の姿が見えてくると説明した。そしてその不思議な瞬間には影の自分が人格を持ち始め、此方の自分は意識が遠くなり、月に昇っていくような感覚になるという。
その阿片のような感覚を知ると現実の世界が身に合わなくなるとK君は言った。しかしながら月に行こうとしても、ジュール・ラフォルグの詩にあるイカロスのように何度も落っこちてしまうと苦笑いした。その夜の出会いをきっかけに、「私」とK君は親しくなった。
月が欠け始めると、K君は海岸に出ることはなかった。影ほど不思議なものはないと言うK君は、影について熱心に考察し、朝の海辺にも立って日の出に出帆する船の実体が逆光線で影絵のようになることを観察していた。やがて健康を回復した「私」はその地を去ることになったが、K君の頬はこけ、病は徐々に進行しているようだった。
しかしK君と過ごした日々を振り返った「私」には、K君が自殺したとは思えなかった。K君の死の原因が何かは誰にもわからないが、「私」はK君の溺死の報せを受けて驚いたと同時に、「K君はとうとう月の世界に行った」と思い、影がK君を奪ったと直感した。K君が溺死した夜、ちょうど月齢15.2の満月だったことを「私」は暦で確認した。
満月が南中する時刻の前後に海に入っていったと思われるK君の姿を「私」は想像する。砂浜の影に表出された自分自身を見たK君の魂は月へと昇ってゆき、K君の形骸の身体の方は、人格を持った影に導かれて無意識に海に歩み入り、高波によって海中に仆れていった。
もしもその瞬間、K君の魂がイカロスのように「墜落」して身体に戻っていれば、泳ぎのできるK君は溺れることはなかったはずだった。干潮の夜11時56分の激浪に形骸の身を委ねたまま、K君の魂は月へ月へと飛翔し去っていった、と手紙の最後で「私」は「あなた」に書き綴った。

## 登場人物
私
病気療養のためにN海岸の旅館に滞在し、満月の夜にK君と出会う。愛煙家。療養地を発った後、「あなた」からK君死亡の手紙を受け取り、それに返信する。
K君
病気療養中のN海岸で溺死。深い瞳と高い鼻。澄んだ声。病状が進んで頬が段々とこけ、鼻梁が高く目立つ。海から昇る朝日でできた等身大のシルエットを幾枚か持っていた。高等学校時代の寄宿舎生活の時、別部屋にいた美少年が机で勉強する姿の壁のシルエットを誰かが墨でなぞって描いた絵を、よく見に行っていた。
あなた（手紙内）
K君の友人らしき人物。K君の溺死の原因について思い悩んでいる様子。一面識のない「私」に手紙を出した。

## 作品背景
※梶井基次郎の作品や随筆・書簡内からの文章の引用は〈　〉にしています（論者や評者の論文からの引用部との区別のため）。

### 執筆前の焦燥と打開
1926年（大正15年）8月に、大手出版社・新潮社の雑誌『新潮』の編集者・楢崎勤から10月新人特集号への執筆依頼を受けた梶井基次郎は、『青空』同人の中谷孝雄に「何だか君に悪いような気がするけど」と言いつつも、いよいよ文壇への足がかりの機会を得たと張り切り、締切日の9月5日に向けて一生懸命になっていた。
しかし同年1月あたりから悪化しはじめていた持病の結核が、夏の猛暑と同人誌『青空』の広告取りの疲労の蓄積でさらに進行し、麻布の医者から「右肺尖に水泡音（ラッセル）、左右肺尖に病竈あり」と診断されていた。大阪市住吉区阿倍野町（現・阿倍野区王子町）の実家に帰省し執筆作業に取り組んでいた基次郎は、原稿の締切日を9月15日まで延ばしてもらっていた。
基次郎は、以前『路上』で記した線路沿いから見える家々の内部の光景に惹かれるという挿話を、城東線の運転手を主人公にして小説化する構想を練るが、うまくまとまらずについに断念し、9月13日の夜行で上京。14日に新潮社に赴いて詫びに行った（この未完の作品の主題が、その後「ある崖上の感情」となる）。
この時に新潮社から寄稿依頼された新人は他に、藤沢桓夫、林房雄、舟橋聖一、久野豊彦、尾崎一雄、浅見淵らがいて、破約したのは基次郎だけだった。基次郎は新潮社からの帰り、新しい日記用に神楽坂の相馬屋で紙を買って心機一転を図ろうとした。この時期の行き詰まり感や結核の進行に焦っていた基次郎は、毎晩寝床で「お前は天才だぞ」と3度繰り返し自信の暗示をかけていた。
9月16日は、四谷区坂町（現・四谷坂町）の淀野隆三の下宿で『青空』の同人会が行われて次号のことを話し合うが、その際、次号への作品発表を申し出ると、外村茂は基次郎を無視するような態度であった。『新潮』の原稿を破約してしまったことへの不信からと思われたが、基次郎はそれを淋しく感じた。
そしてその夜、麻布区飯倉片町（現・港区麻布台3丁目）の下宿において執筆に取りかかるが筆が進まず就寝し、翌17日の大雨の朝から本格始動した。しかし描写がはかどらず、夕方買物から帰った後から書簡体形式を思いついた基次郎は、夜から調子が乗ってきて徹夜し18日の朝にかけて一気に『Kの昇天』を書き上げた。

### ドッペルゲンガー体験
梶井基次郎は、『Kの昇天』より約1年前の1925年（大正14年）7月に発表した『泥濘』の終章の中で、自身が偶然に体感した不思議な自我の分裂（ドッペルゲンガー）について綴っている。
それは、月光に照らされた雪道を歩く自身の影に〈生なましい自分〉を発見し、その〈自分が歩いてゆく！〉姿を、〈月のやうな位置からその自分を眺めてゐる〉という〈眩暈〉のような体験だった。『泥濘』で主人公・奎吉は、そのことに〈漠とした不安〉を感じるが、小溝に流れる銭湯の湯の匂いで、自分の意識は自分自身に戻った。
この『泥濘』や『ある心の風景』、『冬の日』など、心象的な実体験の挿話のいくつかを組み合わせる手法は、基次郎の作品ではよく見受けられるが、『Kの昇天』の場合では、『泥濘』の終章で描かれた上記のような異様な自我分裂の体験を一つの主題としてさらに発展させ、書簡体という手法を採用することで、一つの〈構図〉を持つ架空の物語として作品成立させている。

### 肉付けの素材
梶井基次郎は自身のドッペルゲンガー体験を主題として、それを作品化するにあたり虚構の肉付けを行なっているが、そこには自身がこれまで親しんできた音楽や読書の中からのヒントが大胆に活用されている。

#### シューベルトとハイネ
物語の語り手の〈私〉が、海岸で見知らぬK君に聞えるように口笛を吹く最初の曲は、シューベルトの「海辺にて（Am meer）」であるが、これは2人がいる場所の連想であると同時に、次に吹く曲の「影法師（Der Doppelgänger）」の前振りでもある。
この2曲はそれぞれ、シューベルトの歌曲集『白鳥の歌（Schwanengesang）』の第12曲と第13曲であり、基次郎はクラシックやオペラ好きで譜面も読めた。基次郎が「影法師（Der Doppelgänger）」の曲名を出したのは、ドッペルゲンガーという主題の言葉を示すためで、「海辺にて」により、出会いの舞台設定を海岸にする着想を得られたとも推察できる。
『白鳥の歌』第13曲は、シューベルトがハインリヒ・ハイネの詩『帰郷』93篇の中の1篇に感動して曲をつけ、「Der Doppelgänger」と名付けたものであるが、その詩は、かつて失恋体験した男性が月の夜、恋に苦悩している自分の分身（影法師）を見てしまうという内容で、戦慄的な激しい心情が重々しく叙唱されている。
なお『Kの昇天』の作中では、「影法師（Der Doppelgänger）」が、あえて「二重人格」と記されているが、それは自身の体験を的確に表す言葉だと基次郎が考えたと推察され、また『カラマーゾフの兄弟』などを愛読していた基次郎が、ドストエフスキーの小説『二重人格』によって、その用語を知った可能性も濃厚である。

#### シラノ・ド・ベルジュラック
Kが〈昇天〉していくというアイデアは、作中で〈シラノが月に行く方法を並べたてるところがありますね〉と簡潔的に言及されているように、エドモン・ロスタンの戯曲『シラノ・ド・ベルジュラック』の第3幕「ロクサアヌ接吻の場」の13場から着想されているのは容易に看取できる。『シラノ・ド・ベルジュラック』が日本で初めて邦訳されたのは、1925年（大正14年）7月で、基次郎が『Kの昇天』を執筆する約1年前であった。
第3幕「ロクサアヌ接吻の場」では、シラノが口移しに教えた愛の台詞のおかげで、クリスチャンはロクサーヌの心を射止めて結婚する運びになるが、ロクサーヌに横恋慕しているド・ギッシュ伯爵がロクサーヌと結婚式を挙げようと僧侶を連れてやって来て、シラノがド・ギッシュ伯爵を引き留め時間稼ぎをするために、月から墜落した男のふりをするという場面がある。
第3幕「ロクサアヌ接吻の場」が、『Kの昇天』の構想にも大きく関与しているのは、夜の海辺で月に憧れ、牽引されていくというファンタジックな趣の共通性からも明らかであるが、シラノの方は物理的に月の引力が利用されて牽引されるが、Kの方は身体が地上にありながら、分離した〈魂〉だけ昇天するという違いがある。

#### ジュール・ラフォルグ
『Kの昇天』の作中で、〈哀れなる哉、イカルスが幾人も来ては落つこちる〉と記されているのは、ジュール・ラフォルグの詩「月光」の中の一節である。ラフォルグはフランスの詩人で、厭世的な素顔をピエロの仮面で隠したと評された。
基次郎は上田敏の邦訳したラフォルグの詩集『海潮音』、『牧羊神』を愛読しており、『シラノ・ド・ベルジュラック』同様、月の光に魅せられる人物イメージの着想をラフォルグの詩篇からも得ていたことが看取される。

## 作品評価・研究
※梶井基次郎の作品や随筆・書簡内からの文章の引用は〈　〉にしています（論者や評者の論文からの引用部との区別のため）。
『Kの昇天』は、他の梶井基次郎の作品に比べるとフィクション的な要素で構成されているため、『檸檬』『城のある町にて』『ある心の風景』『冬の日』といった代表的な私小説・心境小説的作品のようには、正面から本格的に論究される作品として取り上げられることが比較的少ない傾向にあるが、月を扱った作品や幻想文学の一種としてアンソロジーで取り上げられることが多く、人気の高い短編でもある。
池内紀は、西洋では夢遊病者や月に吠える人を「月光のなせるわざ」とされ「月の光は理性を狂わす」といった言い回しがあることに触れつつ、K君が月へ徐々に登っていく描写について、「歩一歩と、まるで黒い小悪魔に引かれるように、あるいは生の深淵に口をあけた黒い穴に向うよう」と評し、『Kの昇天』を「名作短篇の見本のような作」と賞揚している。
川本三郎は、エドガー・アラン・ポーの『ウィリアム・ウィルソン』、オスカー・ワイルドの『ドリアン・グレイの肖像』などドッペルゲンガーを主題にした作品が19世紀から出現した影響で、日本でも大正期にリアリズム小説に対し幻想小説が増え、芥川龍之介などがドッペルゲンガーの主題を扱っていることに触れつつ、基次郎の『Kの昇天』も「世紀末文学に通じる美しく病める感受性」が看取できる作品だと評している。
鈴木沙那美は、『Kの昇天』を「K君の溺死の原因をめぐる語り手の推理の小説」であると同時に、「ドイツロマン派風の神秘で染めあげられた作品」であるとして、その「二重の意味」で「魂のミステリーとでもいうべきもの」に仕立てられていると解説している。
島村輝は、鈴木沙那美の指摘を敷衍し、語り手の〈私〉にとって〈あなた〉という存在は「探偵」の役割が担わされたものであるとし、「探偵」の〈あなた〉に向って「容疑者」の〈私〉が話す「釈明」や「弁明」に相当する作品構造に内包されているミステリー的要素を鑑みながら、〈私〉がK君の〈溺死〉の意味を〈昇天〉として語ることによって、〈私〉自身がそこにどう関わっているのかという「別の何かを《告白》しようとしている」と考察している。
そして島村は、〈私〉がK君に話しかけた瞬間、K君の目線には〈私〉が逆光の影絵に見えていた位置であることから、その第一印象の錯覚により、K君にとっての〈私〉は、「自分（K）の影が受肉した姿」となり、N海岸の出来事を振り返る〈私〉がそのことに気づいたとして、それにより「〈Kの溺死〉は〈私〉にとって紛れもない〈Kの昇天〉と意味付け」られ、「Kの影」である〈私〉が健康を回復し〈此方〉に適応して実体化していく代りに、K君は〈月の方〉に登ったと考察している。
水島佑は、島村輝が論じるように〈私〉がKと異なる世界で生きることになるという考察に異議を唱え、〈私〉が不眠という精神的不安定を抱え、Kと出会う前から〈影〉を意識していた複数の描写を指摘し、Kに話しかける前に、12回もKを〈人影〉と表現していることや、想像から確信へと転換していく〈私〉の語り口調の特色に着目しつつ、〈私〉もK同様に「現実とは異なる世界を持っている」とし、手紙の返信という形式が物語末尾で破綻する構図を看取し以下のように評している。
柏倉康夫は、『泥濘』の終章でのドッペルゲンガー体験では、主人公・奎吉が〈漠とした不安〉を感じ、すぐに意識が自分自身に戻っているのに対し、『Kの昇天』のKは意識的に何度もその状況を作り、〈影のなかの自己〉を出現させることにより、自己を抜けようとしている違いがあることを鑑みつつ、Kの目的を、「意識のトリックによる現実の変様などではなく、別の世界、身体が消滅し魂だけが存在する理想世界への離脱」であると解説している。
そして柏倉は、『Kの昇天』を「透明感をそなえた悲愴な作品」と評し、それがシューベルトの歌曲などの影響を受けて「ドイツロマン風の神秘感」を醸し出しながらも、横溢するその「透明感」は基次郎独自のものであり、「（基次郎が）死に対して抱く不安と憧れの照射のせいである」とし、地上を離れることがなかった『泥濘』の「影法師」からの主題の変化を考察している。

## おもな収録刊行本

### 単行本
- 『檸檬』（武蔵野書院、1931年5月15日） 
  - 題字：梶井基次郎。四六判。厚紙装。機械函。総271頁
  - 収録作品：「檸檬」「城のある町にて」「泥濘」「路上」「過去」「雪後」「ある心の風景」「Kの昇天―或はKの溺死」「冬の日」「櫻の樹の下には」「器楽的幻覚」「筧の話」「蒼穹」「冬の蠅」「ある崖上の感情」「愛撫」「闇の絵巻」「交尾」
- 『檸檬 梶井基次郎創作集』（武蔵野書院・稲光堂書店、1933年12月1日） 
  - 四六判。ボール紙函。総271頁
  - 収録作品：「檸檬」「城のある町にて」「泥濘」「路上」「過去」「雪後」「ある心の風景」「Kの昇天」「冬の日」「櫻の樹の下には」「器楽的幻覚」「筧の話」「蒼穹」「冬の蝿」「ある崖上の感情」「愛撫」「闇の絵巻」「交尾」
- 『城のある町にて』〈創元選書33〉（創元社、1939年11月29日） 
  - 編集・あとがき：三好達治。四六判。薄紙装。紙カバー。総304頁
  - 収録作品：「檸檬」「城のある町にて」「泥濘」「路上」「過去」「雪後」「ある心の風景」「Kの昇天」「冬の日」「櫻の樹の下には」「器楽的幻覚」「蒼穹」「筧の話」「冬の蝿」「ある崖上の感情」「愛撫」「闇の絵巻」「交尾」「のんきな患者」
- 『檸檬』（十字屋書店、1940年12月20日）
  - 四六判。厚紙装。紙カバー。総271頁
  - 収録作品：「檸檬」「城のある町にて」「泥濘」「路上」「過去」「雪後」「ある心の風景」「Kの昇天」「冬の日」「櫻の樹の下には」「器楽的幻覚」「筧の話」「蒼穹」「冬の蝿」「ある崖上の感情」「愛撫」「闇の絵巻」「交尾」
- 『梶井基次郎集』（新潮文庫、1950年11月25日。改版1967年12月10日、2003年10月30日）ISBN 978-4101096018
  - カバー装幀：船坂芳助。A6判。仮製本。紙カバー
  - 解説：淀野隆三
  - 収録作品：「檸檬」「城のある町にて」「泥濘」「路上」「橡の花」「過古」「雪後」「ある心の風景」「Kの昇天」「冬の日」「桜の樹の下には」「器楽的幻覚」「蒼穹」「筧の話」「冬の蝿」「ある崖上の感情」「愛撫」「闇の絵巻」「交尾」「のんきな患者」
  - ※1967年12月の改版より『檸檬』と改題。
- 『檸檬・冬の日 他九篇』（岩波文庫、1954年4月25日。改版1985年6月）ISBN 978-4003108710
  - 装幀：精興社。A6判。仮製本。紙カバー
  - 解説：佐々木基一。淀野隆三「本書の校訂について」。略年譜。
  - 収録作品：「檸檬」「城のある町にて」「ある心の風景」「冬の日」「筧の話」「冬の蝿」「闇の絵巻」「交尾」「のんきな患者」「瀬山の話」「温泉」
- 『檸檬・ある心の風景 他二十篇』（旺文社文庫、1972年12月10日） ISBN 978-4010611241
  - 挿絵：石岡瑛子。A6判。仮製本。カバー
  - 解説：石川弘。付録：坂上弘「季節感について」。平林英子「思い出は遙かに」
  - 収録作品：「檸檬」「城のある町にて」「泥濘」「路上」「過古」「雪後」「ある心の風景」「Kの昇天」「冬の日」「蒼穹」「筧の話」「冬の蝿」「ある崖上の感情」「櫻の樹の下には」「愛撫」「闇の絵巻」「交尾」「のんきな患者」「闇の書」「海」「温泉」
- 復刻版『檸檬』（日本近代文学館、1974年9月20日）
  - ※ 精選名著複刻全集シリーズ。収録作品は初版と同じ。
- 『ザ・基次郎――梶井基次郎全作品全一冊』（第三書館、1985年10月15日） ISBN 978-4807485109
  - 菊判。仮装本
  - 収録作品：
    - 〔小説〕：「檸檬」「城のある町にて」「泥濘」「路上」「橡の花」「過古」「雪後」「ある心の風景」「Kの昇天」「冬の日」「桜の樹の下には」「器楽的幻覚」「蒼穹」「筧の話」「冬の蝿」「ある崖上の感情」「愛撫」「闇の絵巻」「交尾」「のんきな患者」
    - 〔遺稿・習作〕：「母親」「奎吉」「矛盾の樣な真実」「『檸檬』を挿話とする断片」「夕凪橋の狸」「太郎と街」「瀬山の話」「犬を売る露店」「雪の日」「家」「栗鼠は籠にはいつてゐる」「闇への書」「闇の書」「雲」「奇妙な手品師」「猫」「琴を持つた乞食と舞踏人形」「海」「籔熊亭」「温泉」「貧しい生活より」「不幸」「卑怯者」「大蒜」「鼠」「カッフェー・ラーヴェン」「瀬戸内海の夜」「汽車」「凧」「河岸」「攀じ登る男」「薬」「交尾」「詩」「彷徨」「帰宅前後」「小さき良心」「裸像を盗む男」
    - 〔批評・感想〕：「青空同人印象記」「川端康成第四短篇集「心中」を主題とせるヴァリエイション」「六号記」「『新潮』十月新人号小説評」「『青空語』への感想」「『亞』の回想」「『戦旗』『文藝戦線』七月号創作評」「『青空』のことなど」「詩集『戦争』」「『親近』と『拒絶』」
    - 〔日記、書簡〕：日記、書簡
- 英文版『The youth of things : life and death in the age of Kajii Motojirō』（University of Hawaii Pres、2014年2月） ISBN 978-0824838409
  - 翻訳：Stephen Dodd
  - 収録作品：檸檬（Lemon）、泥濘（Mire）、路上（On the Road）、過古（The past）、雪後（After the Snow）、ある心の風景（Landscapes of the Heart）、Kの昇天（The Ascension of K, or K's Drowning）、冬の日（Winter Days）、櫻の樹の下には（Under the Cherry Trees）、器楽的幻覚（Instrumental Illusions）、筧の話（The Story of the Bamboo Pipe）、蒼穹（Blue Sky）、冬の蝿（Winter Flies）、ある崖上の感情（Certain Feelings on a Cliff Top）、愛撫（Caress）、闇の絵巻（Scroll of Darkness）、交尾（Mating）、のんきな患者（The Carefree Patient）

### 全集
- 『梶井基次郎全集上巻』（六蜂書房、1934年3月24日） - 限定500部
  - 装幀：清水蓼作。染色者：梅原勝次郎。菊判変型厚・紙装。紙函。口絵写真：梶井基次郎（大正13年3月）、梶井基次郎筆蹟「温泉」原稿
  - 付録：淀野隆三・中谷孝雄「編集者の詞」
  - 収録作品：「母親」「奎吉」「矛盾の樣な真実」「『檸檬』を挿話とする断片」「夕凪橋の狸」「太郎と街」「瀬山の話」「犬を売る露店」「檸檬」「城のある町にて」「泥濘」「路上」「雪の日」「橡の花」「家」「過去」「雪後」「ある心の風景」「Kの昇天―或はKの溺死」「冬の日」「栗鼠は籠にはいつてゐる」「櫻の樹の下には」「器楽的幻覚」「闇への書」「蒼穹」「筧の話」「雲」「冬の蝿」「奇妙な手品師」「ある崖上の感情」「猫」「愛撫」「闇の絵巻」「琴を持つた乞食と舞踏人形」「海」「交尾」「籔熊亭」「のんきな患者」「温泉」
- 『梶井基次郎全集全1巻』（ちくま文庫、1986年8月26日）ISBN 978-4480020727
  - 装幀：安野光雅。A6判。仮製本。紙カバー
  - 解説：高橋英夫「存在の一元性を凝視する」。宇野千代「あの梶井基次郎の笑ひ声」
  - 収録作品：「檸檬」「城のある町にて」「泥濘」「路上」「椽の花」「過古」「雪後」「ある心の風景」「Kの昇天」「冬の日」「蒼穹」「筧の話」「器楽的幻覚」「冬の蝿」「ある崖上の感情」「桜の樹の下には」「愛撫」「闇の絵巻」「交尾」「のんきな患者」「詩二つ」「小さき良心」「不幸」「卑怯者」「大蒜」「彷徨」「裸像を盗む男」「鼠」「カッフェー・ラーヴェン」「母親」「奎吉」「矛盾の様な真実」「瀬戸内海の夜」「帰宅前後」「太郎と街」「瀬山の話」「夕凪橋の狸」「貧しい生活より」「犬を売る露店」「冬の日」「汽車 その他」「凧」「河岸 一幕」「攀じ登る男 一幕」「栗鼠は篭にはいっている」「闇の書」「夕焼雲」「奇妙な手品師」「猫」「琴を持った乞食と舞踏人形」「海」「薬」「交尾」「雲」「籔熊亭」「温泉」
- 『梶井基次郎 1901-1932』〈ちくま日本文学全集024〉（ちくま文庫、1992年1月20日）  
  - 装幀：安野光雅。A6判。仮製本。紙カバー
  - 解説：群ようこ「五感の刺激」
  - 収録作品：「檸檬」「鼠」「栗鼠は籠にはいっている」「器楽的幻覚」「愛撫」「桜の樹の下には」「闇の絵巻」「交尾」「Kの昇天」「ある崖上の感情」「母親」「奎吉」「大蒜」「夕凪橋の狸」「城のある町にて」「泥濘」「路上」「橡の花」「過古」「雪後」「ある心の風景」「冬の日」「温泉抄」「蒼穹」「筧の話」「冬の蠅」「のんきな患者」「手紙より」
- 『梶井基次郎全集第1巻 作品・草稿』（筑摩書房、1999年11月） ISBN 978-4480704115
  - 装幀：中山銀士。題簽：梶井基次郎。A5変型判。函入
  - 収録作品：
    - 〔小説〕：「檸檬」「城のある町にて」「泥濘」「路上」「過古」「雪後」「ある心の風景」「Kの昇天」「冬の日」「桜の樹の下には」「器楽的幻覚」「筧の話」「蒼穹」「冬の蝿」「ある崖上の感情」「愛撫」「闇の絵巻」「交尾」「のんきな患者」
    - 〔批評・感想〕：「『新潮』十月新人号小説評」「『亞』の回想」「淺見淵君に就いて」「『戦旗』『文藝戦線』七月号創作評」「『青空』のことなど」「詩集『戦争』」「『親近』と『拒絶』」「講演会 其他」「編集後記（大正15年3月号）」「編集後記（大正15年4月号）」「青空同人印象記」「編集後記（大正15年9月号）」「『青空語』に寄せて」「編集後記（昭和2年1月号）」
    - 〔遺稿・習作・感想〕：「奎吉」「矛盾の樣な真実」「太郎と街」「橡の花――或る私信」「川端康成第四短篇集「心中」を主題とせるヴアリエイシヨン」
    - 〔作文、詩歌・戯曲草稿、断片〕：「秋の曙」「秘やかな楽しみ」「秋の日の下」「愛する少女達」「河岸（一幕）」「永劫回歸」「攀じ登る男（一幕）」「凱歌（一幕）」
    - 〔小説草稿、断片群、草稿〕：「小さき良心」「喧嘩」「鼠」「裸像を盗む男」「不幸」「帰宅前後」「卑怯者」「彷徨」「彷徨の一部発展」「大蒜―水滸伝」「母親」「矛盾の様な真実」「奎吉」「カッフェー・ラーヴェン」「瀬戸内海の夜」
- 『梶井基次郎』〈ちくま日本文学028〉（ちくま文庫、2008年11月10日） ISBN 978-4480425287
  - 装幀：安野光雅。A6判。仮製本。紙カバー
  - 解説：群ようこ「五感の刺激」
  - 収録作品：「檸檬」「鼠」「栗鼠は籠にはいっている」「器楽的幻覚」「愛撫」「桜の樹の下には」「闇の絵巻」「交尾」「Kの昇天」「ある崖上の感情」「母親」「奎吉」「大蒜」「夕凪橋の狸」「城のある町にて」「泥濘」「路上」「橡の花」「過古」「雪後」「ある心の風景」「冬の日」「温泉抄」「蒼穹」「筧の話」「冬の蠅」「のんきな患者」「手紙より」
  - ※1992年1月の〈ちくま日本文学全集024〉と同内容。

### 音声資料
- 『Kの昇天／檸檬』〈朗読CD付〉（海王社文庫、2015年6月10日）
  - カバーイラスト：小椋ムク。朗読：櫻井孝宏
  - 収録作品：「Kの昇天」「檸檬」「城のある町にて」「桜の樹の下には」「冬の日」「愛撫」「闇の絵巻」「交尾」

### アンソロジー
- 『昭和の文学――ジュニア版 世界の名作8』（国土社、1965年9月15日）
  - 装幀：沢田重隆。B6判。厚紙装。カバー
  - 編集：古谷綱武
  - 収録作品：川端康成「伊豆の踊子」、横光利一「鞭」、井伏鱒二「鯉」、林芙美子「風琴と魚の町」、尾崎一雄「虫のいろいろ」、堀辰雄「ルウベンスの偽画」、梶井基次郎「Kの昇天」、宮沢賢治「ざしき童子の話」、伊藤整「風」、上林暁「小便小僧」、太宰治「雪の夜の話」、永井龍男「黒い御飯」、大岡昇平「サンホセ野戦病院」、井上靖「湖の中の川」、梅崎春生「風早青年」
- 『幻妖――日本文学における美と情念の流れ』（現代思潮社、1972年12月25日）
  - 四六判。厚紙装
  - 編集：大久保典夫、笠原伸夫、久保田芳太郎、澁澤龍彦、浜田泰三、森本和夫
  - 解説：澁澤龍彦「幻妖のコスモロジー」。山田清市「幻妖」。校注・解題：田中伸。
  - 収録作品：幸田露伴「新浦島」、泉鏡花「天守物語」、谷崎潤一郎「魔術師」、内田百閒「件」、折口信夫「神の嫁」、梶井基次郎「Kの昇天――或はKの溺死」、柳田國男「一寸法師譚」、佐藤春夫「のんしゃらん記録」、久生十蘭「黄泉から」、神西清「死児変相」、石川淳「喜壽童女」、堤中納言物語「虫めづる姫君」、今昔物語「東の方へ行く者、蕪を娶ぎて子を生みし語」「冷泉院の水の精、人の形と成りて捕はれし語」「近江国安義の橋の鬼、人をくらひし語」「猟師の母、鬼となりて子をくらはむとせし語」「高陽川の狐、女と変じて馬の尻に乗りし語」、御伽草子「蜘蛤の草紙」、謡曲「花月」、鈴木正三「二人比丘尼」、上田秋成「白峰」、八田知紀「霧島山幽郷真語」（はしがき：平田篤胤）
  - ※1986年8月の新装版より『幻妖のメルヘン――日本文学における美と情念の流れ』と改題。
- 『幻想飛行記――イメージの文学誌』（北宋社、1979年9月1日）
  - A5判。仮製本。カバー。口絵：安藤広重「深川州崎十万坪」など。
  - 編集：堀切直人。監修：埴谷雄高
  - 解説：高橋英夫「透明な凝視――宮沢賢治」「幻想的空間――中原中也」「あとがき」
  - 収録作品：
    - 〔風船乗りの夢〕：小泉八雲「夢飛行」、国木田独歩「春の鳥」、萩原朔太郎「風船乗りの夢」他6篇、八木重吉「おほぞらのこころ」他5篇、丸山薫「蝶物語」、地味井平造「煙突奇談」、城昌幸「ジャマイカ氏の実験」
    - 〔眩しい虚空〕：吉田一穂「鷲」他5篇、金子光晴「落下傘・しゃぼん玉の唄」、伊東静雄「河辺の歌」他4篇、立原道造「かろやかな翼ある風の歌」(抄)、梶井基次郎「蒼穹」「Kの昇天――或はKの溺死」、内田百閒「東京日記――その3」、夢野久作「空中」、稲垣足穂「吊籃に夢む」、牧野信一「鱗雲」、坂口安吾「ふるさとに寄する讃歌――夢の総量は空気であった」、江戸川乱歩「空襲の美観」
    - 〔飛ぶ男〕：原民喜「夢と人生」、石川淳「張柏端」、島尾敏雄「摩天楼」、埴谷雄高「闇のなかの黒い馬」「はじめの頃の島尾敏雄」、真鍋呉夫「飛ぶ男」
- 『実験小説名作選――日本名作シリーズ12』（集英社文庫、1980年7月）
  - 編集：筒井康隆
  - 収録作品：半村良「箪笥」、太宰治「雀こ」、夢枕獏「ねこひきのオルオラネ」、藤枝静男「一家団欒」、小松左京「せまりくる足音」、梶井基次郎「Kの昇天」、横田順弥「メグロの決死圏」、横光利一「ナポレオンと田虫」、筒井康隆「旅」、伊藤整「M百貨店」、かんべむさし「集中講義」、坂口安吾「風博士」、殿谷みな子「海の城」、牧野信一「吊篭と月光と」、荒巻義雄「大いなる正午」、中村誠一「幻の戦士・鈴唐毛の馬慣れ」、星新一「終末の日」
- 『幻想のラビリンス――日本幻想文学大全〈上〉』（青銅社、1985年9月20日）
  - 装幀：渡辺英行。B6判。厚紙装
  - 編集・解題：幻想文学会。付録：澁澤龍彦「序」
  - 収録作品：泉鏡花「化鳥」、夏目漱石「夢十夜」、谷崎潤一郎「人面疽」、佐藤春夫「美しい町」、室生犀星「香炉を盗む」、芥川龍之介「妙な話」、内田百閒「冥途」、稲垣足穂「黄漠奇聞」、幸田露伴「観画談」、梶井基次郎「Kの昇天――或はKの溺死」、渡辺温「父を失う話」、江戸川乱歩「押絵と旅する男」、太宰治「魚服記」、夢野久作「木魂」、萩原朔太郎「猫町」、立原道造「生涯の歌」、久生十蘭「生霊」、坂口安吾「紫大納言」、中島敦「文字禍」
- 『とっておきの話――ちくま文学の森15』（筑摩書房、1988年9月25日）
  - 装幀：安野光雅。A5判。厚紙装。紙カバー
  - 編集：安野光雅、森毅、井上ひさし、池内紀
  - 解説：安野光雅「解説にかえて――『空想犯』の顚末と弁明」
  - 収録作品：アポリネール「ミラボー橋」（堀口大學訳）、豊島与志雄「立札」、中島敦「名人伝」、幸田露伴「幻談」、梶井基次郎「Kの昇天」、カルヴィーノ「月の距離」（米川良夫訳）、マーク・トウェイン「山彦」（龍口直太郎訳）、W・アーヴィング「アラビア人占星術師のはなし」（江間章子訳）、稲垣足穂「山ン本五郎左衛門只今退散仕る」、永井荷風「榎物語」、芥川龍之介「ひょっとこ」、斎藤緑雨「わたし舟」、樋口一葉「にごりえ」、モーパッサン「わら椅子直しの女」（杉捷夫訳）、小泉八雲「ある女の日記」（平井呈一訳）、中谷宇吉郎「イグアノドンの唄」、魯迅「村芝居」（竹内好訳）、森鷗外「羽鳥千尋」、志賀直哉「赤西蠣太」、海音寺潮五郎「唐薯武士」、長谷川四郎「鶴」
  - ※2011年5月のちくま文庫版は〈ちくま文学の森10〉として刊行。
- 『近代小説〈異界〉を読む』（双文社出版、1999年3月10日）
  - A5判。仮製本。紙カバー
  - 編集：東郷克美、高橋広満
  - 収録作品：泉鏡花「龍潭譚」、永井荷風「狐」、佐藤春夫「西班牙犬の家」、芥川龍之介「奉教人の死」、谷崎潤一郎「母を恋ふる記」、梶井基次郎「Kの昇天」、夢野久作「瓶詰の地獄」、江戸川乱歩「押絵と旅する男」、太宰治「魚服記」、萩原朔太郎「猫町」、岡本かの子「川」、井伏鱒二「へんろう宿」、中島敦「狐憑」、川端康成「水月」、井上靖「補陀落渡海記」
  - ※2017年2月に鼎書房より『〈異界〉を読む』と改題し再刊。
- 『月のものがたり――月の光がいざなうセンチメンタル&ノスタルジー』（ソフトバンク クリエイティブ、2006年1月21日）
  - 編集：鈴木光司
  - 収録作品：萩原朔太郎「月の詩情」、中原中也「山羊の歌」「在りし日の歌」、宮沢賢治「かしわばやしの夜」、阿倍仲麻呂・左京大夫顕輔「和歌」、香具土三鳥「奇妙な遠眼鏡」、土井晩翠「荒城の月」、高野辰之「朧月夜」、野口雨情「雨降りお月さん」「十五夜お月さん」、中島敦「山月記」、梶井基次郎「Kの昇天」、北原白秋「月と胡桃」、萩原朔太郎「月に吠える」「純情小曲集」、松尾芭蕉ほか「俳句」、新美南吉「狐」、大手拓次「藍色の蟇」、国木田独歩「少年の悲哀」、太宰治「天狗」、「竹取物語」
- 『幻視の系譜――日本幻想文学大全II』（ちくま文庫、2013年10月9日）
  - カバーデザイン：山田英春。装画：金井田英津子
  - 編集・解説：東雅夫。付録「著者・訳者紹介」
  - 収録作品：観阿弥／世阿弥「松風」（野上豊一郎編訳）、泉鏡花「化鳥」、小川未明「牛女」、萩原朔太郎「猫町」、谷崎潤一郎「魔術師」、夢野久作「木魂」、室生犀星「蜜のあわれ」、芥川龍之介「妙な話」、宮沢賢治「ひかりの素足」、川端康成「片腕」、梶井基次郎「Ｋの昇天」、渡辺温「父を失う話」、中島敦「文字禍」、埴谷雄高「虚空」、吉田健一「百鬼の会」、島尾敏雄「摩天楼」、中井英夫「地下街」、安部公房「デンドロカカリヤ」、吉村昭「少女架刑」、赤江瀑「春の寵児」、倉橋由美子「巨刹」
- 『幸福の持参者――日本文学100年の名作 第2巻1924-1933』（新潮文庫、2014年9月27日）
  - カバー装画：秋山花
  - 編集・解説：池内紀、川本三郎、松田哲夫
  - 収録作品：中勘助「島守」、岡本綺堂「利根の渡」、梶井基次郎「Kの昇天」、島崎藤村「食堂」、黒島伝治「渦巻ける烏の群」、加能作次郎「幸福の持参者」、夢野久作「瓶詰地獄」、水上瀧太郎「遺産」、龍胆寺雄「機関車に巣喰う」、林芙美子「風琴と魚の町」、尾崎翠「地下室アントンの一夜」、上林暁「薔薇盗人」、堀辰雄「麦藁帽子」、大佛次郎「詩人」、広津和郎「訓練されたる人情」
- 『文豪たちの妙な話――ミステリーアンソロジー』（河出文庫、2022年2月）
  - 編集：山前譲
  - 収録作品：夏目漱石「変な音」、森鷗外「カズイスチカ」、芥川龍之介「妙な話」、梶井基次郎「Kの昇天――あるいはKの溺死」、佐藤春夫「時計のいたずら」、谷崎潤一郎「私」、久米正雄「復讐」、太宰治「日の出前」、横光利一「マルクスの審判」、正宗白鳥「人を殺したが…」

## 舞台化
- 本格文學朗読演劇 極上文學 第5弾『Kの昇天〜或はKの溺死〜』
  - 2013年（平成25年）11月27日 - 12月3日、全労済ホール／スペース・ゼロ
  - 演出：キムラ真
  - プロデューサー：吉井敏久
  - 制作：CLIE
  - 出演：
    - 読み師：［僕役］鈴木拡樹、蒼井翔太。［K役］平野良、植田圭輔。［影法師］涼平（メガマソ）、末原拓馬（おぼんろ）。［主人公役］佐藤貴史、及川健、中村龍介
    - うたかた師：桝井賢斗
    - 具現師：赤眞秀輝（ナイスコンプレックス）、松本祐一（平熱43度）、中村葵（ナイスコンプレックス）